# Filippo De Boni
Pour les articles homonymes, voir Boni.
Filippo De Boni, né le 7 août 1816 à Caupo (it), et mort le 7 novembre 1870 à Florence, est un journaliste, écrivain et homme politique italien.

## Biographie
Son père Giacomo, maître constructeur et plâtrier, est issu d'une famille d'artistes locaux (ses oncles étaient Sebastiano et Giovanni Luigi De Boni), mais toujours dans un état modeste. Sa mère, Antonia Saccari, était sœur du vicaire de Rasai, Don Giovanni, qui l'envoya à la prêtrise en l'inscrivant au séminaire de Feltre.
Il quitta cette institution en 1834, non sans avoir fait preuve d'une certaine intolérance envers l'enseignement ecclésiastique. Malgré cela, il a obtenu d'excellents résultats scolaires et s'est vu accorder, grâce à une subvention de l'État, une place au séminaire de Padoue. Il est resté peu, préférant entreprendre l'activité de professeur privé qui lui a permis une plus grande liberté d'études : d'abord il a travaillé au collège Benetelli, puis pour la famille Viviani, et enfin il a déménagé à Venise au Soranzo. Entre-temps, son oncle était mort et avait rompu son engagement d'embrasser la vie religieuse.
Ses succès scolaires lui ont donné le poste de théologien condamné, avec subvention du gouvernement, au séminaire de Padoue. Mais son esprit s'est tourné vers des études plus libres, avec un enthousiasme de jeunesse pour l'Ossian de Cesarotti, qui avait déjà été élève et professeur au même séminaire, pour l'Iacopo Ortis et aussi pour l'Hypercalypsis du Foscolo, peu restait : il préférait se consacrer à la vie du professeur privé, d'abord comme préfet aux études ; dans le collège privé de Padoue Benetelli, puis avec la famille Padoue Viviani, puis, passé à Venise, avec la famille noble Soranzo, avec la famille noble Soranzo.
Il a collaboré avec Luigi Carrer à la rédaction du journal vénitien "Il Gondoliere", dont il est devenu rédacteur en chef. Il se rendit ensuite à Gênes, où il avait été appelé à présider le Circolo Artistico. Pour des raisons politiques, il fut expulsé et réparé d'abord au Piémont (1846), puis à Lausanne et ensuite à Paris, où il reprit l'impression de ses Chroniques que les Gioberti considéraient comme élégantes et véridiques.
En 1848, lorsque les soulèvements patriotiques ont commencé, il est retourné en Italie et était à Milan, Gênes, Florence et Rome, militant dans les rangs de Mazzini. Il représentait la République romaine à Berne. En 1860, il retourne à Gênes, où il fait partie de la direction du quotidien inspiré par Mazzini, L'Unità Italiana.
Après l'unification de l'Italie, il a été élu député de la VIIIe à la Xe législature, prenant des positions anticléricales et de gauche.
Mason, était membre du Grand Est de l'Italie et a collaboré à son Bollettino.

## Œuvres
- (it) Biografia degli artisti, Tipi del Gondoliere, 1840, 1109 p. (lire en ligne) (2e édition en 1852)
- Gli Eccelini e gli Estensi: storia del secolo XIII, Venezia 1841
- Scipione (1843), romanzo storico
- Memorie (1843)
- Così la penso (1846-47), cronache mensili
- La congiura di Roma e Pio IX (1847)
- Lo straniero in Lombardia (1848), opuscolo di stampo patriottico
- Il Papa Pio IX (1849)
- L'inquisizione e i Calabro-Valdesi (1859)
- La Chiesa romana e l'Italia (1863)